# Suspension Christie
 (avril 2010).
Si vous disposez d'ouvrages ou d'articles de référence ou si vous connaissez des sites web de qualité traitant du thème abordé ici, merci de compléter l'article en donnant les références utiles à sa vérifiabilité et en les liant à la section « Notes et références ».

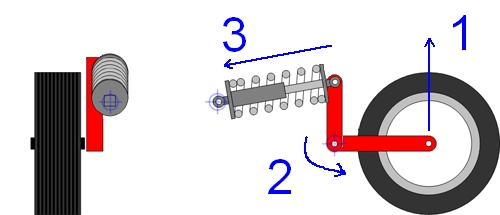
Schéma de la suspension Christie.

La suspension Christie  est un système de suspension développé par l'ingénieur américain Walter Christie pour ses modèles de chars. Ce système permet des mouvements de plus grande amplitude que les plus classiques ressorts à lames, jusqu'alors communément utilisés, ce qui rendait ses chars bien plus rapides en tout-terrain pour une hauteur moindre. Le système fut tout d'abord introduit sur son modèle M1928 puis sur tous les chars qu'il conçut jusqu'à sa mort en 1944.

## Historique
Christie défendait l'intérêt de l'usage de chars légers, dotés d'un long rayon d'action et d'une grande vitesse, conçus pour pénétrer en profondeur les lignes ennemies et de s'attaquer alors à leurs infrastructures et à leurs moyens logistiques. Ses précédents modèles, dans les années 1920, étaient toujours pénalisés du fait de leurs faibles performances en tout-terrain et il mit beaucoup de temps à résoudre ce problème. La principale difficulté résidait dans l'espace vertical limité dont il disposait pour faire jouer les ressorts. En effet, pour un mouvement de 25 cm il lui fallait entre 50 et 75 cm d'espace vertical libre pour le ressort et le ponton. Ce genre de petits véhicules ne disposait pas d'un tel espace.

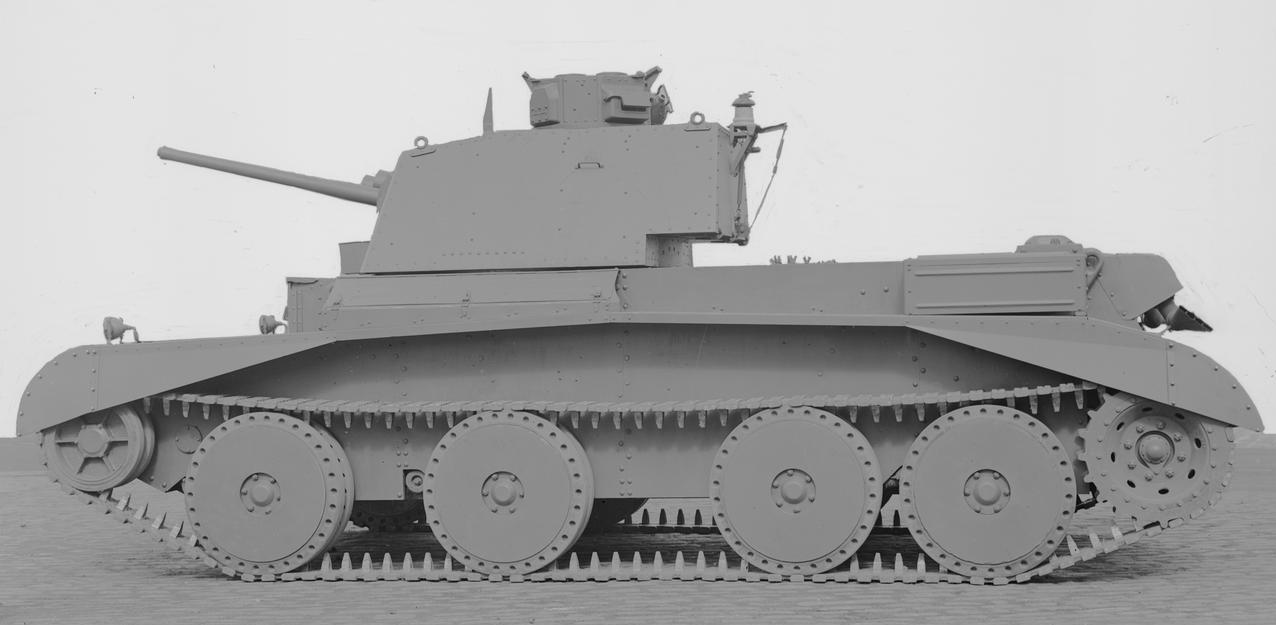
Le Cruiser Mk III britannique muni de suspensions Christie.

La solution résidait dans l'adjonction d'un levier coudé ("Bellcrank" en anglais) permettant de changer la direction du mouvement vers l'horizontale. Les roues du train de roulement sont alors chacune montées sur un tuyau qui peut seulement bouger verticalement, au sommet duquel le levier coudé transmet le mouvement vers l'arrière. Les ressorts sont montés sur l'extrémité du levier, de la longueur nécessaire, logés à l'intérieur de la caisse. Finalement, on obtient ainsi une augmentation substantielle de la course disponible, depuis un peu moins de 10 cm lors des premiers modèles jusqu'à 25 cm sur le M1928, 35 cm sur le M1930, et même 60 cm pour le M1932. Toutefois, les chars soviétiques BT, sans doute la plus célèbre série de chars basée sur les modèles de Christie, ainsi que les T-34, reçurent des ressorts hélicoïdaux montés verticalement (sur les BT) ou selon une légère inclinaison (pour les T-34).
En accompagnement des suspensions et afin d'en tirer le maximum, une des autres particularité des modèles de Christie était l'entraînement convertible : il était possible d'ôter les chenilles lors des trajets sur routes, permettant de gagner en vitesse et en autonomie, et évitant l'usure et la casse des fragiles chenilles des années 1930. Pour rendre ceci possible, Christie utilisait de très grandes roues pour le train de roulement, recouvertes de caoutchouc, sans tambour de retour pour les chenilles. Comme pour de nombreux modèles de chenilles avec denture centrale de guidage, il utilisait des roues jumelées, permettant à la denture de guidage de passer entre elles. En 1939, les Soviétiques conclurent que l'entraînement convertible des chars BT constituait une complication bien inutile qui occupait inutilement de l'espace sur le char. Cette possibilité fut supprimée sur le T-34.
Le train de roulement doté de roues caoutchoutées fut adopté par la suite par presque tous les chars, car il augmentait considérablement la durée de vie des chenilles. Toutefois, certains chars soviétiques ne reçurent que des roues avec une faible épaisseur de caoutchouc, à cause de la pénurie du temps de guerre. Mais ces roues cerclées d'acier, ne disposant que de petits disques amortisseurs internes en caoutchouc, étaient très peu appréciées des équipages, leur contact avec les chenilles métalliques provoquant à grande vitesse des vibrations harmoniques très désagréables, voire des avaries plus sévères sur certains T-34. Lorsque le caoutchouc redevint disponible, les roues cerclées de caoutchouc furent disposées de manière préférentielle sur les roues les plus chargées, en première et cinquième position pour ce qui est du T-34. À partir de 1943, la production des roues cerclées d'acier fut stoppée, mais certaines restèrent en service jusqu'à la capitulation allemande.
Comme les grandes roues pour train de roulement et des chenilles lâches (absence de tambour de retour) sont caractéristiques de l'usage de la suspension Christie, certains modèles sont parfois erronément identifiés comme dotés de ces systèmes. La véritable suspension Christie ne fut utilisée que sur quelques modèles, mais non des moindres. En plus des chars BT et des T-34 soviétiques, en furent dotés certains des chars Cruiser britanniques (Cruiser Mk III, Cruiser Mk IV, Covenanter, Crusader, Cromwell et finalement le Comet) ainsi que quelques prototypes italiens.
On pourrait dire que le système de suspension Christie s'oppose à celui Vickers équipant les chars américains.

## Source
- (en) Cet article est partiellement ou en totalité issu de l’article de Wikipédia en anglais intitulé « Christie suspension » (voir la liste des auteurs).